# Балмуча
Балмуча (итал. Balmuccia) је насеље у Италији у округу Верчели, региону Пијемонт.
Према процени из 2011. у насељу је живело 98 становника. Насеље се налази на надморској висини од 600 м.

## Становништво
| 1931. | 1936. | 1951. | 1961. | 1971. | 1981. | 1991. | 2001. | 2011. |
| ----- | ----- | ----- | ----- | ----- | ----- | ----- | ----- | ----- |
| 274   | 248   | 213   | 191   | 147   | 148   | 117   | 100   | 94    |